# Hannah Montana et Miley Cyrus, le film concert évènement
Cet article concerne le film adapté de la tournée. Pour la tournée, voir Best of Both Worlds Tour. Pour l'album live, voir Hannah Montana and Miley Cyrus: Best of Both Worlds Concert.
Pour plus de détails, voir Fiche technique et Distribution.
Hannah Montana et Miley Cyrus, le film concert évènement (Hannah Montana and Miley Cyrus: Best of Both Worlds Concert) est un film américain de Bruce Hendricks, adapté de la tournée de Miley Cyrus/Hannah Montana Best of Both Worlds Tour et sorti en 2008.   

## Fiche technique
- Titre original : Hannah Montana and Miley Cyrus: Best of Both Worlds Concert
- Titre français : Hannah Montana et Miley Cyrus, le film concert évènement
- Réalisation : Bruce Hendricks
- Musique : Matthew Gerrard, Robbie Nevil, Miley Cyrus, Jamie Houston, Tim James
- Costumes : Dahlia Foroutan
- Photographie : Mitchell Amundsen, Reed Smoot, Rodney Taylor
- Montage : Michael Tronick
- Production : Bruce Hendricks, Kenny Ortega, Art Repola
- Société de production : PACE, Walt Disney Pictures
- Société de distribution : Walt Disney Studios Motion Pictures
- Budget : 7 000 000 $
- Pays :  États-Unis
- Langue : anglais
- Format : Couleurs - HDCAM - 1,85:1 - son SDDS Dolby Digital DTS
- Genre : Film de concert
- Durée : 74 min (1h14)
- Dates de sortie :
  - États-Unis, Afrique du Sud, Canada : 1er février 2008[1]
  - France : 11 juin 2008

## Distribution
- Miley Cyrus : elle-même/Hannah Montana
- Jonas Brothers : eux-mêmes
- Kenny Ortega : lui-même
- Billy Ray Cyrus : lui-même

## Chansons
1. Ouverture : Welcome
2. Rock Star - Hannah Montana
3. Life's What You Make It - Hannah Montana
4. Just Like You - Hannah Montana
5. Nobody's Perfect - Hannah Montana
6. Pumpin' Up the Party - Hannah Montana
7. I Got Nerve - Hannah Montana
8. We Got the Party - Hannah Montana  et les Jonas Brothers
9. When You Look Me in the Eyes - Jonas Brothers
10. Year 3000 - Jonas Brothers
11. Start All Over - Miley Cyrus
12. See You Again - Miley Cyrus
13. Let's Dance - Miley Cyrus
14. Right Here  - Miley Cyrus
15. I Miss You - Miley Cyrus
16. GNO (Girl's Night Out) - Miley Cyrus
17. The Best of Both Worlds - Miley Cyrus
18. Final : If We Were a Movie

## Box-office
| Pays/Région | Recettes ou nombres d'entrées |
| Mondial     | 70 564 816 USD                |